# Acide fulminique
L'acide fulminique est un composé chimique toxique et explosif dont la formule moléculaire est HCNO et dont les sels sont détonants.

## Histoire
Ce composé a été étudié par Berthollet dès 1785 ; ses sels furent étudiés en 1800 par Howard, pour le mercure, et par Descotils, Cruisksanks et Brugnatelli pour l'argent. L'acide fulminique fut ensuite étudié en 1824 par Justus von Liebig. C'est un acide organique, isomère de l'acide isocyanique, découvert un an plus tard par Friedrich Wöhler.
L'acide fulminique et ses sels (fulminates), par exemple le fulminate de mercure, sont très dangereux (explosifs et toxiques).
Ils sont notamment utilisées comme détonateurs pour les autres matières explosives.

Ce sont des explosifs primaires pour de nombreux types de munitions d'armes à feu (de la balle ou cartouche de chasse ou de guerre au canon).
Ses vapeurs, émises à l'explosion en cas de chauffage sont également toxiques.